# Maia Kobabe
Maia Kobabe (/ˈmaɪə koʊˌbeɪb/, nació en 1989) es un/a/e historietista y escritor/a/e estadounidense no binarie.

## Biografía y carrera
Kobabe se tituló con una Maestría en Bellas Artes en Cómics, en el Colegio de Artes de California. Sus obras tratan temas como la identidad de género, sexualidad, antifascismo, cuentos de hadas y nostalgia.
Sus obras gráficas de no ficción han sido publicados en The Nib, The Press Democrat y SF Weekly, entre otros.
En 2019, Kobabe publicó su primer libro completo, titulado Gender Queer: A Memoir, por la editorial de cómics Lion Forge Comics. Estuvo disponible en algunas bibliotecas locales, pero fueron posteriormente prohibidos en un distrito escolar en Alaska, debido a su contenido sexualmente explícito. Kobabe respondió a la controversia en un artículo de opinión en The Washington Post, sugiriendo que los acusadores estaban más ofendidos por la temática LGBTIQ+ del libro que por las imágenes y lenguaje sexualmente explícito de este.  En septiembre de 2021, Gender Queer: A Memoir fue catalogado como uno de los libros más prohibidos o controvertidos de la Oficina de Libertad Intelectual (OIF) de la Asociación de Bibliotecas de Estados Unidos. Kobabe respondió a esto último en otro artículo de opinión en The Washington Post.
En relación con la ola de censura de libros a inicios de 2022 en Estados Unidos, Kobabe declaró lo siguiente en la revista online Slate: "Lo que he estado aprendiendo, es que un libro controvertido es como un ataque hacia la misma comunidad. La gente que resulta ofendida en una controversia son los lectores marginados en la comunidad donde se lleva a cabo tal controversia. Sobre todo los lectores más jóvenes, lectores que no tienen los medios económicos para comprar libros si no están disponibles de forma gratuita en las bibliotecas. Son adolescentes queer que quizás no se sientan cómodos llevando un libro con título tan obvio a sus hogares, sobre todo si tienen padres muy conservadores, por lo que tienen que leer el libro secretamente en la biblioteca sin siquiera llevárselo. Así que sí, me molesta porque lo que estoy viendo es que se están quitando recursos a los jóvenes queer marginados, lo cual eso duele. Eso me duele."

## Antologías
Kobabe ha publicado cómics cortos en las siguientes obras de antología:
- Alphabet (Stacked Deck Press, 2016)[14]
- Tabula Idem: A Queer Tarot Comic Anthology (Fortuna Media, 2017)[15]
- The Secret Loves of Geeks (Dark Horse Comics, 2018)[16]
- Gothic Tales of Haunted Love (Bedside Press, 2018)[17]
- Mina!: A Celebration of Liberty and Freedom For All Benefiting Planned Parenthood (ComicMix, 2018)[18]
- Faster Than Light, Y'all (Iron Circus Comics, 2018)
- Advanced Death Saves (Lost His Keys Man Comics, 2019)
- How to Wait: An Anthology of Transition (editado por Sage Persing, 2019)
- Theater of Terror: Revenge of the Queers (Northwest Press, 2019)[19]
- Rolled and Told Vol. 2 (Oni Press, 2020)[20]
- Be Gay, Do Comics (IDW Publishing, 2020)[21]

## Premios
- 2016: Ignatz Award — Nominado a Premio Nuevo Talento (Tom O'Bedlam)[22]
- 2019: Ignatz Award — Nominado a Novela Gráfica Sobresaliente (Gender Queer: A Memoir)[23]
- 2019: YALSA — Nominado a Mejor Novela Gráfica Juvenil (Gender Queer: A Memoir)[24]
- 2020: Alex Award de la Asociación de Bibliotecas de Estados Unidos — Ganador (Gender Queer: A Memoir)[25]
- 2020: Stonewall Book Awards — Obra de honor de no ficción Israel Fishman (Gender Queer: A Memoir)[26]